# Plectranthus apoensis
Plectranthus apoensis là một loài thực vật có hoa trong họ Hoa môi. Loài này được (Elmer) H.Keng miêu tả khoa học đầu tiên năm 1969.